# Coal Valley (Illinois)
Pour les articles homonymes, voir Coal Valley.
Coal Valley est un village des comtés de Henry et Rock Island dans l'Illinois, aux États-Unis,. Il est incorporé le 9 mai 1876.

## Démographie
Lors du recensement de 2010, le village comptait une population de 3 743 habitants. Elle est estimée, en 2016, à 3 721 habitants.

## Source de la traduction
- (en) Cet article est partiellement ou en totalité issu de l’article de Wikipédia en anglais intitulé « Coal Valley, Illinois » (voir la liste des auteurs).